# 大橋正芳
大橋 正芳（おおはし まさよし）は、日本の躰道選手。東京都墨田区在住。
躰道道場「志錬会」を創設した。* 志錬会
2001年、2005年、2009年と、世界選手権において三大会連続で日本代表となった。また2006年の全日本選手権個人実戦王者。
元プロキックボクシング選手としての経歴も持つ。

## 経歴
1998年に東京国際大学躰道部に入部すると、2年時から部の主力選手として全国学生躰道優勝大会、全日本躰道選手権大会で展開競技、団体実戦の連続優勝に貢献するなど実績を上げた。
卒業後は己錬館を経てオーストラリアのシドニーにて躰道普及活動を行った。
その海外遠征壮行会にて演奏を依頼した経緯から、和太鼓奏者のいしい昭仁とは現在も親交が深い。
2001年那覇世界選手権、2009年広島世界選手権の団体実戦金メダリスト。
2003年、2005年全国社会人躰道優勝大会および2006年全日本躰道選手権大会の個人実戦王者。
2015年4月、東京都墨田区を活動拠点とした「志錬会」を創設し道場長として指導を行っている。

## 選手としての特徴
東京国際大学躰道部では色帯の大学2年から唯一全国学生躰道優勝大会、全日本躰道選手権大会の選手に抜擢。
特に戦略重視の団体実戦競技では滅法強く、那覇世界選手権にてアトランタ躰道協会の選手に負けるまで4大会連続連勝を重ね、卒業まで全国大会、世界大会で16勝1敗という記録を持つ。
2002年2003年埼玉県躰道優勝大会では2年連続個人実戦、個人法形優勝（MVP）、
2004年2005年2006年城北地区躰道優勝大会では3年連続個人実戦優勝、
このあたりまではスピードとパワー重視のスタイルであった。その後、2007年のオーストラリアシドニーから帰国後の手術を経てからは
相手の攻防を読んでから仕掛ける典型的な後の先の選手になった。
特に全国社会人躰道優勝大会、全日本躰道選手権大会、弘前さくらまつり躰道優勝大会などの
個人実戦競技決勝戦に代表されるように、残り数秒での逆転勝ち優勝が異常に多い選手であった。
また同じく、何故か異常なほど場外注意負けも多い珍しい選手でもあったのも特筆すべき点である。

## 戦績
- 2001年 世界躰道選手権大会　男子団体実戦競技1位、団体展開競技4位
- 2002年 全日本躰道選手権大会　男子個人実戦競技2位
- 2003年 全国社会人躰道優勝大会　男子個人実戦競技1位、最高師範杯
- 2003年 全日本躰道選手権大会　男子個人実戦競技4位
- 2005年 全国社会人躰道優勝大会　男子個人実戦競技1位[1]
- 2005年 全日本躰道選手権大会　男子個人実戦競技4位
- 2006年 全日本躰道選手権大会　男子個人実戦競技1位
- 2009年 世界躰道選手権大会　男子団体実戦競技1位
- 2016年　全国社会人躰道優勝大会　男子個人実戦競技4位
- 2017年　全国社会人躰道優勝大会　男子個人実戦競技4位
- 2017年 全日本躰道選手権大会　男子個人実戦競技4位